# Strugarje
Strugarje (nemško Strugarjach) je naselje v Občini Borovlje v Okraju Celovec-dežela na Koroškem v Avstriji.